# Province Unite (1937-1950)
Le Province Unite (in inglese: United Provinces), talvolta indicate semplicemente con la sigla UP, erano una agenzia dell'India britannica.

## Storia
La provincia iniziò la propria storia il 1 aprile 1937 come derivazione dalle "Province unite di Agra e Oudh". Essa corrispondeva approssimativamente alle regioni combinate dell'Uttar Pradesh e dell'Uttarakhand.

### Autonomia provinciale
Il Government of India Act 1935 ampliò ulteriormente la legislatura provinciale e ne espanse l'autonomia nei confronti del governo centrale.
Alle elezioni del 1937, l'Indian National Congress ottenne la maggioranza dei seggi, ma declinò l'offerta a costituire un governo. Pertanto dal 1 aprile 1937, il Nawab di Chhatari, capo del National Agriculturist Parties, venne invitato a costituire un governo provvisorio di minoranza.
| Ministro                          | Portafoglio                   |
| --------------------------------- | ----------------------------- |
| Nawab di Chhatari                 | Interno                       |
| Sir Muhammad Yusuf                | Autogoverno e salute pubblica |
| Jwala Prasad Srivastava           | Finanze                       |
| Raja Syed Ahmad Alvi of Salempur  | Educazione                    |
| Raja Maheshwar Dayal Seth         | Agricoltura                   |
| Maharajkumar of Vizianagram       | Giustizia                     |
| Raja Durga Narayan Singh of Tirwa | Industrie e comunicazioni     |

Il Congress cambiò poi la sua decisione e si risolse ad accettare l'incarico per un nuovo governo dal luglio del 1937. Per questo il governatore Sir Haig invitò Govind Ballabh Pant a formare un nuovo governo.
| Ministro              | Portafoglio                                    |
| --------------------- | ---------------------------------------------- |
| Govind Ballabh Pant   | Primo ministro, interno e finanze              |
| Rafi Ahmed Kidwai     | Rendite e prigioni                             |
| Kailash Nath Katju    | Giustizia, sviluppo, agricoltura e veterinaria |
| Vijaya Lakshmi Pandit | Autogoverno e salute pubblica                  |
| Muhammad Ibrahim      | Communicatione ed irrigazione                  |
| P. L. Sharma          |                                                |

Nel 1939, tutti i ministri del partito del Congress delle province dell'India britannica si dimisero per protesta contro la proclamazione di guerra attuata dal governatore generale alla Germania senza il parere dei rappresentanti del popolo indiano. Alle elezioni del 1946, il partito del Congress ottenne la maggioranza dei seggi e Pant venne nuovamente nominato primo ministro, continuando nel proprio incarico anche dopo l'indipendenza indiana nel 1947.
Dopo l'indipendenza nel 1947, gli stati principeschi di Rampur, Banares e Tehri-Garwal vennero uniti nelle Province Unite. Il 25 gennaio 1950 quest'unità venne rinominata Uttar Pradesh. Nel 2000, lo stato separato di Uttaranchal, oggi noto come Uttarakhand, venne ricavato dal territorio dell'Uttar Pradesh.